# Alexius Huber

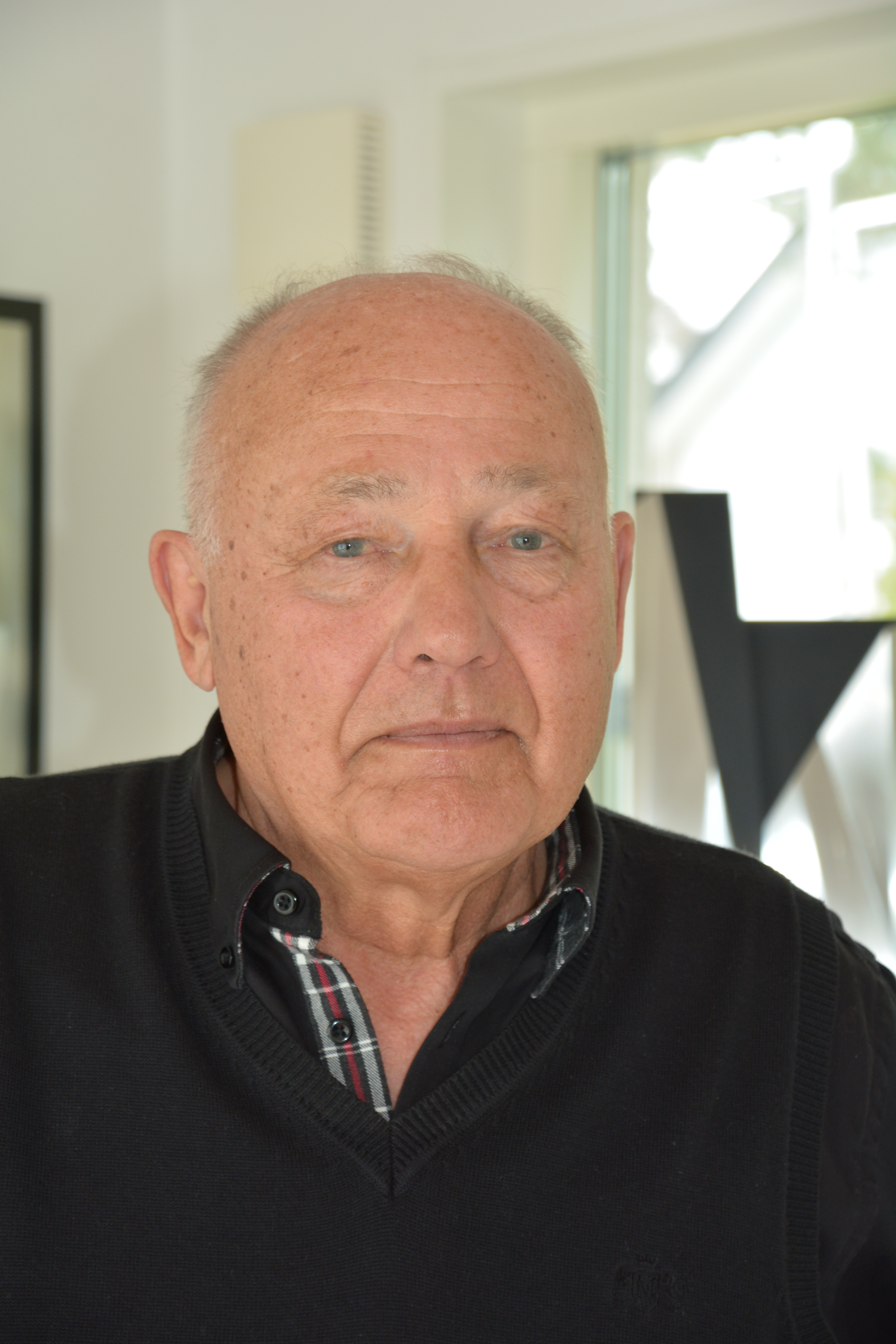
Alexius Huber

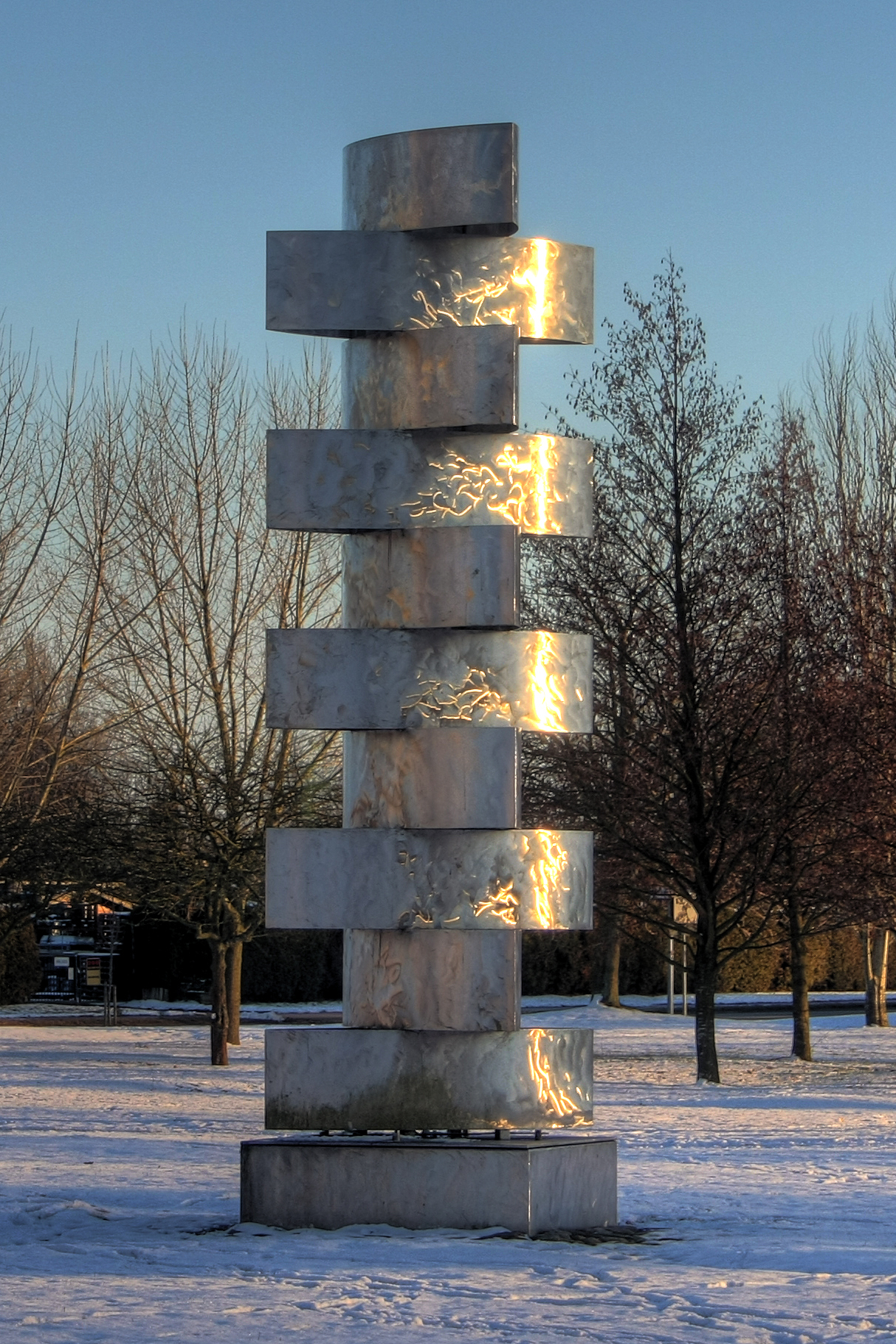
Begynnelse, skulptur utanför stadshuset i Eslöv

Alexius Huber, född 22 december 1939 i Stuttgart, är en svensk konstnär, bosatt och verksam i Ljunghusen i Skåne.
Alexius Huber utbildade sig i formgivning vid Konsthögskolan i Pforzheim i Tyskland 1960-64 i Bauhausanda. Han flyttade till Sverige 1964 och har bott i Göteborg, Malmö, Södra Sandby och Ljunghusen. Han arbetar nästan uteslutande i syrafast stål.
Alexius Huber hade sin första separatutställning på Kunstverein i Pforzheim 1967.

## Offentliga verk i urval
- Mobil i stål, Burlövs kommuns kommunalhus (1984)
- Optisk art, ventilationstorn i rostfritt stål, Konsultgatan 25 i Södertorp, Malmö (1988)
- Framtidsvision, rostfritt stål, Konsultgatan 25 i Södertorp, Malmö (1989)
- Relief, Marbäckshallen, Svedala (1989)[2]
- Skulptur i Södra Sandby, rostfritt stål och diabas (1990)
- Begynnelse, syrafast stål, Edelbergsparken, utanför stadshuset i Eslöv (1996)
- Skulptur i rostfritt stål, Falkenberg (1997)
- Skulptur i syrafast rostfritt stål, Parkskolan i Laholm (2002)
- Relief i stål på Rönnegymnasiet i Ängelholm (2008)
- Relief i syrafast rostfritt stål på parkeringshuset Arena Park i Lund (2011)
- Sandbyskulpturen utanför gamla kommunhuset i Södra Sandby till Lunds 1000 årsjubileum. Skänkt av företagareföreningen efter initiativ av Bertil Gustafsson

Huber är representerad vid Kalmar konstmuseum, i Tyskland och i USA.

## Fotogalleri

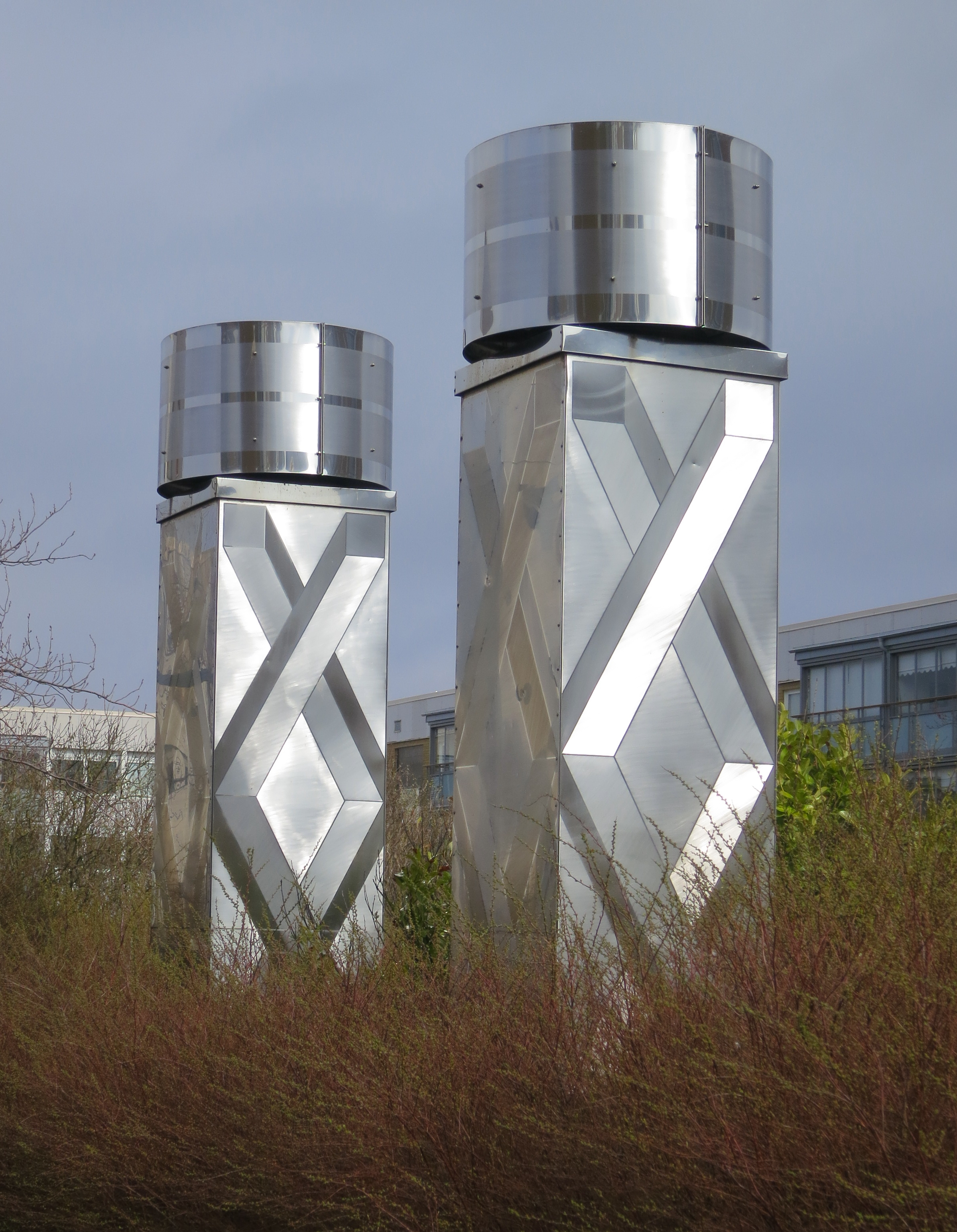
Optisk art i Malmö
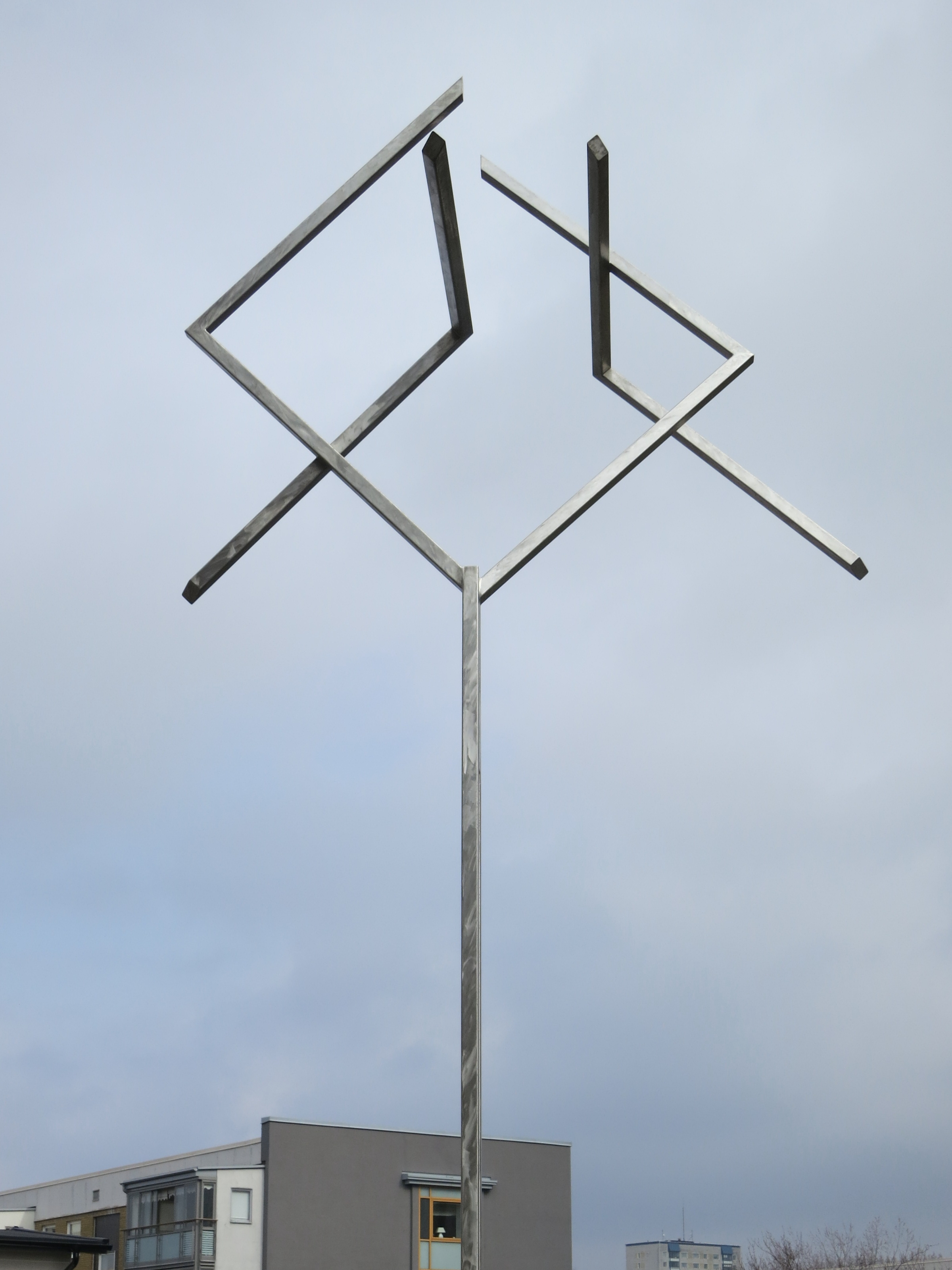
Framtidsvision i Malmö
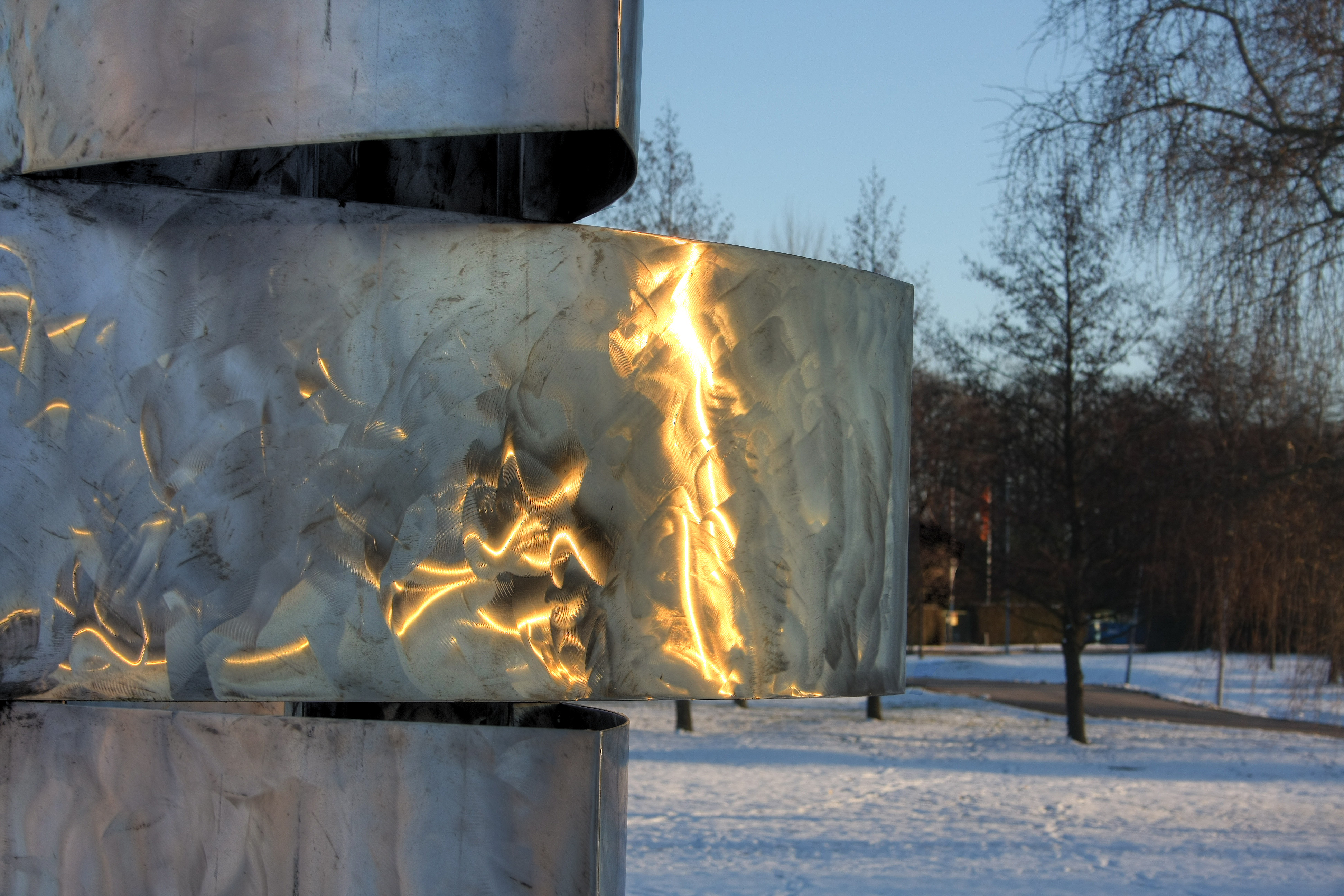
Begynnelse i Eslöv
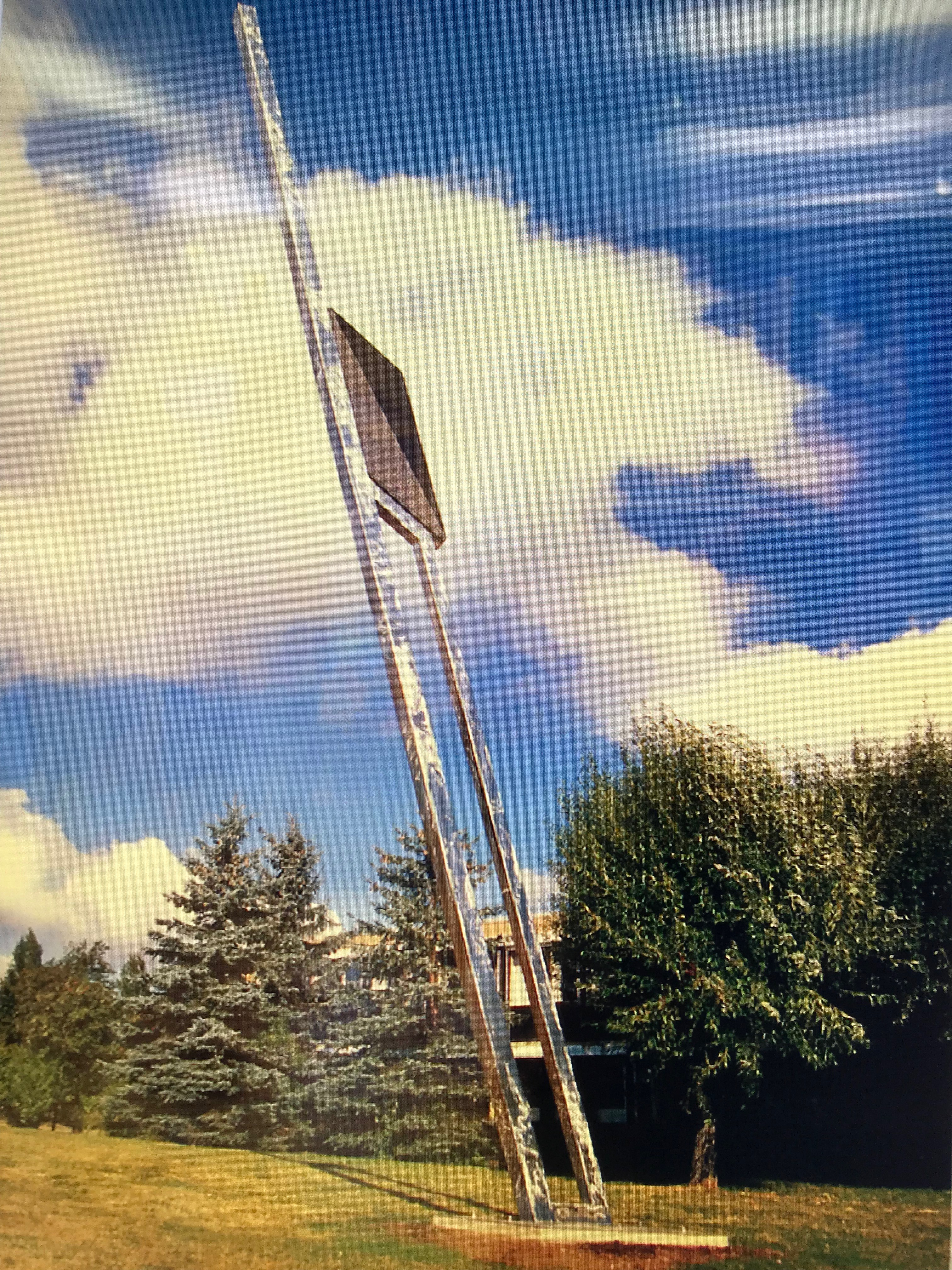
Sandbyskulpturen i Södra Sandby